# Westrode
Westrode (dialect: Weisroo of Weistroo) is een parochie en woonkern in de deelgemeente Wolvertem van de fusiegemeente Meise in de Belgische provincie Vlaams-Brabant, gelegen tussen Londerzeel en Wolvertem.

## Geschiedenis
In 2007 werden er tussen het dorp en de A12, bij de aanleg van een bedrijvenpark, archeologische opgravingen gedaan. Men vond onder andere een gepolijste bijl, vermoedelijk achtergelaten door jagers-verzamelaars in Midden-neolithicum (4500-3500 v. Chr.).
Verder werden er overblijfselen gevonden van Romeinse constructies, te dateren rond de 2e eeuw. Er waren maar weinig sporen meer van te vinden, maar volgens archeologen wijst het zeker op vroegere constructies. Het betreft o.a. enkele boerderijen, schuren en stallen.
In 13de eeuw werd de plaats vermeld als Wersrode.  Een deel van de oppervlakte van Westrode, werd Mierennest genoemd en had zijn eigen jaarlijkse kermis. 
Op de Ferrariskaarten (1777) is Westrode te zien als een dorpje met zo'n 25 huizen en veel moestuintjes.

## Bezienswaardigheden
- In de neogotische Onze-Lieve-Vrouw van de Rozenkranskerk van 1897 staat de kruisweg door Tony Van Os. Deze kruisweg werd rond 1930 geschilderd naar een ontwerp van priester-dichter Jan Hammenecker die tot 1932 pastoor was van Westrode. Met Jan Hammenecker had Westrode van 1927 tot 1932 nog een priester-dichter.
- In het Leefdaalbos ten westen van de A12 staat het voormalige kasteel van Hennin de Boussu-Walcourt, dat door de Zusters van Vorselaar vanaf 1980 als retraitehuis werd ingericht.
- Ten oosten van de A12 bevindt zich het domein Neromhof (25 ha) dat in 1975 door de toenmalige gemeente Wolvertem werd aangekocht. Het domein is open voor het publiek (wandelpark met visvijver) en hier bevindt zich ook Levedale, een gezinsvervangend tehuis voor mindervaliden in 1974 opgericht door de gemeenten van het noordwesten van Vlaams-Brabant (Meise, Londerzeel, Kapelle-op-den-Bos, Merchtem en Grimbergen).

## Natuur en landschap
Westrode ligt nabij de A12. De hoogte bedraagt ongeveer 20 meter en het landschap is vlak. 
In 2021 stelde Natuurpunt Meise het project voor om in het landelijke Westrode het Westgroenewoud aan te leggen op gronden die eigendom zijn van de intercommunale Haviland. Westrode in Meise, langs de A12. In april  2024 raakten de Vlaamse regering en intercommunale Haviland overeen om die grotendeels grotendeels als groengebied te behouden.
Natuurgebieden in de nabijheid van Westrode zijn het Leefdaalbos en de Varkensputten.

## Nabijgelegen kernen
Londerzeel, Ramsdonk, Kapelle-op-den-Bos, Nieuwenrode